# Virtual Boy
La Virtual Boy (en japonés: バーチャルボーイ, romanizado: Bācharu Bōi) es una consola de videojuegos portátil de sobremesa de 32 bits desarrollada y fabricada por Nintendo. Lanzado en 1995, se comercializó como la primera consola capaz de mostrar gráficos estereoscópicos "3D". El jugador usa la consola como una pantalla montada en la cabeza, colocando la cabeza contra el ocular para ver una pantalla monocromática roja con fondo negro. Los juegos utilizan un efecto de paralaje para crear la ilusión de profundidad. Las ventas no alcanzaron los objetivos y Nintendo dejó de distribuir y desarrollar juegos en 1996, habiendo lanzado solo 22 juegos para el sistema.
El desarrollo del Virtual Boy duró cuatro años y comenzó con el nombre de proyecto VR32. Nintendo firmó un acuerdo de licencia para utilizar una tecnología de ocular LED estereoscópica que había sido desarrollada desde la década de 1980 por la empresa estadounidense Reflection Technology. También construyó una fábrica en China para ser utilizada solo para la fabricación de Virtual Boy. A lo largo del desarrollo, la tecnología de la consola se redujo debido a los altos costos y los posibles problemas de salud, y se reasignó una cantidad cada vez mayor de recursos al desarrollo de la Nintendo 64, la próxima consola doméstica de Nintendo. El diseñador principal del juego, Shigeru Miyamoto, tenía poca relación con el software Virtual Boy. El Virtual Boy fue lanzado al mercado en un estado inacabado en 1995 para enfocarse en el Nintendo 64.
El Virtual Boy fue criticado por los críticos y fue un fracaso comercial, incluso después de repetidas caídas de precios. Su falla se ha atribuido a su alto precio, pantalla monocromática, efecto estereoscópico poco impresionante, falta de verdadera portabilidad y problemas de salud. La tecnología estereoscópica en las consolas de videojuegos resurgió en años posteriores con más éxito, incluida la consola portátil 3DS de Nintendo.

## Historia

### Desarrollo
Desde 1985, Reflection Technology, Inc. (RTI), con sede en Massachusetts, desarrolló una tecnología de visualización de ocular LED roja llamada Scanned Linear Array. La compañía produjo un prototipo de seguimiento de cabeza estereoscópico llamado Private Eye, con un juego de tanques. En busca de financiación y asociaciones para convertirla en una tecnología comercial, RTI demostró Private Eye en el mercado de la electrónica de consumo, incluidos Mattel y Hasbro. Sega rechazó la tecnología debido a su pantalla de un solo color y las preocupaciones sobre el mareo por movimiento.
Nintendo recibió con entusiasmo el Private Eye, dirigido por Gunpei Yokoi, el gerente general de R&D1 de Nintendo e inventor de las consolas portátiles Game & Watch y Game Boy. Vio esto como una tecnología única que los competidores encontrarían difícil de emular. Además, la consola de juegos resultante estaba destinada a mejorar la reputación de Nintendo como innovador y "fomentar más creatividad" en los juegos.: 514  Con el nombre en clave del proyecto "VR32", Nintendo entró en un acuerdo exclusivo con Reflection Technology, Inc. para licenciar la tecnología para sus pantallas. Mientras que la división de Research & Development 3 de Nintendo (R&D3) se centró en el desarrollo de la Nintendo 64, las otras dos unidades de ingeniería tenían la libertad de experimentar con nuevas ideas de productos.
Pasando cuatro años en desarrollo y finalmente construyendo una planta de fabricación dedicada en China, Nintendo trabajó para convertir su visión VR32 en un diseño de consola asequible y consciente de la salud. Yokoi retuvo la elección de RTI de LED rojo porque era el más barato, y porque a diferencia de un LCD retroiluminado, su perfecta oscuridad podía lograr una sensación más inmersiva de profundidad infinita. RTI y Nintendo dijeron que un sistema LCD en color habría sido prohibitivamente caro, vendiéndose al por menor por más de US$ 500.: 514  También se dijo que un sistema LCD en color había causado "imágenes con saltos en las pruebas". Con las preocupaciones continuas sobre el mareo por movimiento, el riesgo de desarrollar problemas de ojo vago en niños pequeños y la nueva Ley de Responsabilidad por Productos de Japón de 1995, Nintendo eliminó la función de seguimiento de la cabeza y convirtió su diseño de gafas para montar en la cabeza en una estacionaria, pesada, con protección de acero de precisión, factor de forma de sobremesa conforme a la recomendación del Schepens Eye Research Institute.: 514 

Experimentamos con una pantalla LCD en color, pero los usuarios no vieron la profundidad, solo vieron el doble. Los gráficos en color dan a la gente la impresión de que un juego es de alta tecnología. Pero el hecho de que un juego tenga una pantalla hermosa no significa que sea divertido de jugar. ... El rojo consume menos batería y el rojo es más fácil de reconocer. Por eso se usa el rojo para los semáforos.
Gunpei Yokoi: 514 

Se utilizaron varias demostraciones de tecnología para mostrar las capacidades de Virtual Boy. Driving Demo es una de las demostraciones más avanzadas; su clip de 30 segundos muestra una vista en primera persona de la conducción junto a señales de tráfico y palmeras. Esta demostración se mostró en E3 y CES en 1995. La pantalla de inicio del prototipo Virtual Boy se mostró en Shoshinkai 1994. Se dio a la prensa una proyección "muy segura" de "ventas en Japón de 3 millones de unidades de hardware y 14 millones de unidades de software para marzo de 1996". La demostración de lo que habría sido un juego de Star Fox mostraba a un Arwing haciendo varios giros y movimientos. Los ángulos de cámara cinematográfica fueron un elemento clave, como lo son en Star Fox 2. Se mostró en E3 y CES en 1995.
Como resultado de la creciente competencia por los recursos internos junto con el buque insignia Nintendo 64, y la escasa participación del diseñador principal de juegos Shigeru Miyamoto, el software Virtual Boy se desarrolló sin la atención completa de Nintendo. Según el libro Game Over de David Sheff, Yokoi, cada vez más reacio, nunca tuvo la intención de que Virtual Boy, cada vez más reducido, se lanzara en su forma final. Sin embargo, Nintendo la lanzó al mercado para que pudiera concentrar los recursos de desarrollo en su próxima consola, la Nintendo 64.

### Lanzamiento
The New York Times hizo una vista previa de Virtual Boy el 13 de noviembre de 1994. La consola fue anunciada oficialmente a través de un comunicado de prensa al día siguiente, 14 de noviembre. Nintendo prometió que Virtual Boy "sumergiría totalmente a los jugadores en su propio universo privado". Los comunicados de prensa y las entrevistas iniciales sobre el sistema se centraron en sus capacidades tecnológicas, evitando la discusión de los juegos reales que se lanzarían. El sistema se demostró al día siguiente en la feria comercial Shoshinkai 1994 de Nintendo. Nintendo of America mostró al Virtual Boy en el Consumer Electronics Show el 6 de enero de 1995.
Incluso con las medidas de ahorro en su lugar, Nintendo le puso un precio al Virtual Boy relativamente alto en US$ 179.95 (equivalente a US$ 310.41 en 2019).: 513  Aunque un poco menos costoso y significativamente menos poderoso que una videoconsola doméstica, esto era considerablemente más costoso que la videoconsola portátil Game Boy. Con gráficos aparentemente más avanzados que Game Boy, el Virtual Boy no estaba destinado a reemplazar la videoconsola portátil en la línea de productos de Nintendo, ya que el uso del Virtual Boy requiere una superficie estable y bloquea completamente la visión periférica del jugador. Design News describió al Virtual Boy como la evolución lógica del visor de imágenes View-Master 3D.
Virtual Boy fue lanzado el 21 de julio de 1995 en Japón y el 16 de agosto de 1995 en Norteamérica con los juegos de lanzamiento Mario's Tennis, Red Alarm, Teleroboxer y Galactic Pinball. No se lanzó en los mercados PAL. En América del Norte, Nintendo envió Mario's Tennis con cada Virtual Boy vendido, como un juego de paquete. Nintendo había proyectado inicialmente ventas de 3 millones de consolas y 14 millones de juegos. El sistema llegó más tarde que otros sistemas de 32 bits como PlayStation, 3DO y Saturn, pero a un precio más bajo.
En el momento del lanzamiento del sistema, Nintendo of America proyectaba ventas de hardware de 1,5 millones de unidades y ventas de software de 2,5 millones para finales de año. Nintendo había enviado 350.000 unidades del Virtual Boy en diciembre de 1995, alrededor de tres meses y medio después de su lanzamiento en Norteamérica. El sistema es el número 5 en la lista de GamePro "Las 10 peores consolas vendidas de todos los tiempos" en 2007.
Virtual Boy tuvo un corto período de tiempo en el mercado luego de sus decepcionantes ventas. El último juego lanzado oficialmente para Virtual Boy fue 3D Tetris, lanzado el 22 de marzo de 1996. Se anunciaron más juegos para el sistema en la Electronic Entertainment Expo en mayo de 1996, pero estos juegos nunca se lanzaron. El Virtual Boy se suspendió ese año sin ningún anuncio. En junio de 1996, Nintendo informó a Famitsu de unas ventas mundiales de 770.000 unidades de Virtual Boy, incluidas 140.000 en Japón. Next Generation informó que se vendieron 13 000 unidades de Virtual Boy en diciembre de 1996.

### Promoción
Nintendo promocionó ampliamente el Virtual Boy y afirmó haber gastado 25 millones de dólares en las primeras actividades de promoción. La publicidad promovió el sistema como un cambio de paradigma de las consolas pasadas; algunas piezas utilizaron hombres de las cavernas para indicar una evolución histórica, mientras que otras utilizaron imágenes psicodélicas. Nintendo apuntó a una audiencia mayor con anuncios de Virtual Boy, alejándose del enfoque tradicional centrado en los niños que había empleado en el pasado. Nintendo retrató el sistema como un tipo de realidad virtual, como su nombre lo indica. Nintendo también se centró en los aspectos tecnológicos de la nueva consola en sus comunicados de prensa, sin dejar de detallar juegos específicos.
Frente al desafío de mostrar juegos tridimensionales en anuncios bidimensionales, la empresa se asoció con Blockbuster y NBC en un esfuerzo coordinado. Una campaña de 5 millones de dólares promovió la alineación de otoño de NBC junto con Virtual Boy. Se alentó a los espectadores estadounidenses a través de anuncios televisivos en NBC a alquilar la consola por US$ 10 en un Blockbuster local. Esto hizo que fuera asequible para un gran número de jugadores probar el sistema, y produjo 750.000 alquileres. Al devolver la unidad, los inquilinos recibieron un cupón de US$ 10 de descuento por la venta de un Virtual Boy en cualquier tienda. Se incluyeron 3000 ubicaciones de Blockbuster en la promoción, que consistió en sorteos con premios que incluían viajes para ver la grabación de programas de NBC. El popular sistema de alquiler resultó perjudicial para el éxito a largo plazo de Virtual Boy, permitiendo a los jugadores ver cuán poco inmersiva era la consola. A mediados de 1996, Blockbuster vendía sus unidades Virtual Boy a 50 dólares cada una. La campaña de marketing en general se consideraba comúnmente un fracaso.

## Hardware
La unidad central de procesamiento es un chip RISC de 32 bits, lo que convierte al Virtual Boy en el primer sistema de 32 bits de Nintendo. El sistema Virtual Boy utiliza un par de arreglos lineales de 1 × 224 (uno por ojo) y escanea rápidamente el arreglo a través del campo de visión del ojo usando espejos oscilantes planos. Estos espejos vibran hacia adelante y hacia atrás a una velocidad muy alta, de ahí el zumbido mecánico del interior de la unidad. Cada cartucho de juego Virtual Boy tiene una opción de sí/no para pausar automáticamente cada 15-30 minutos para que el jugador pueda tomar un descanso antes de que las lesiones aparezcan en los ojos. Un altavoz por oído proporciona audio al reproductor.

### Monitor

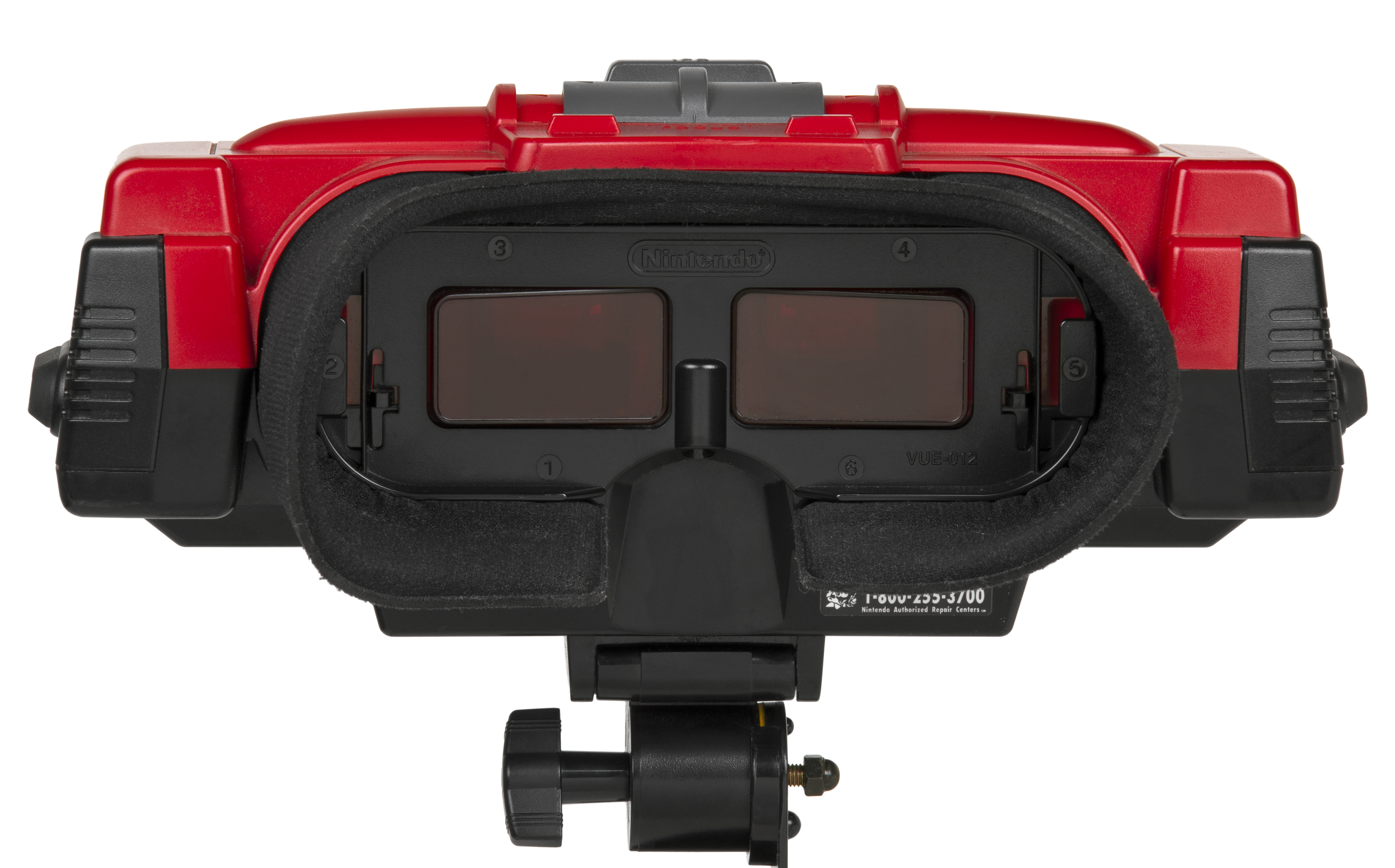
Las pantallas del Virtual Boy

Virtual Boy es la primera consola de videojuegos que se suponía que podía mostrar gráficos estereoscópicos en "3D", comercializados como una forma de realidad virtual. Mientras que la mayoría de los videojuegos utilizan señales monoculares para lograr la ilusión de tres dimensiones en una pantalla bidimensional, Virtual Boy crea una ilusión de profundidad a través del efecto conocido como paralaje. Al igual que con una pantalla montada en la cabeza, el usuario mira a través de un ocular hecho de neopreno en la parte frontal de la máquina, y luego un proyector tipo gafas permite ver la imagen monocromática (en este caso, roja).
La pantalla consta de dos pantallas rojas monocromas de 2 bits de 384 × 224 píxeles y una velocidad de fotogramas de aproximadamente 50,27 Hz. Utiliza un espejo oscilante para transformar una sola línea de píxeles basados en LED en un campo completo de píxeles. Nintendo afirmó que una pantalla a color habría encarecido el sistema y dado como resultado imágenes "nerviosas", por lo que la empresa optó por una pantalla monocromática. Para lograr una pantalla a color, Nintendo habría utilizado una combinación de LED rojos, verdes y azules. En ese momento, los LED azules todavía eran considerablemente caros y, a su vez, elevarían el precio del producto final. Esto, en combinación con los otros inconvenientes, ayudó a influir en la decisión de Nintendo de lanzar Virtual Boy como un dispositivo monocromático.

### Control

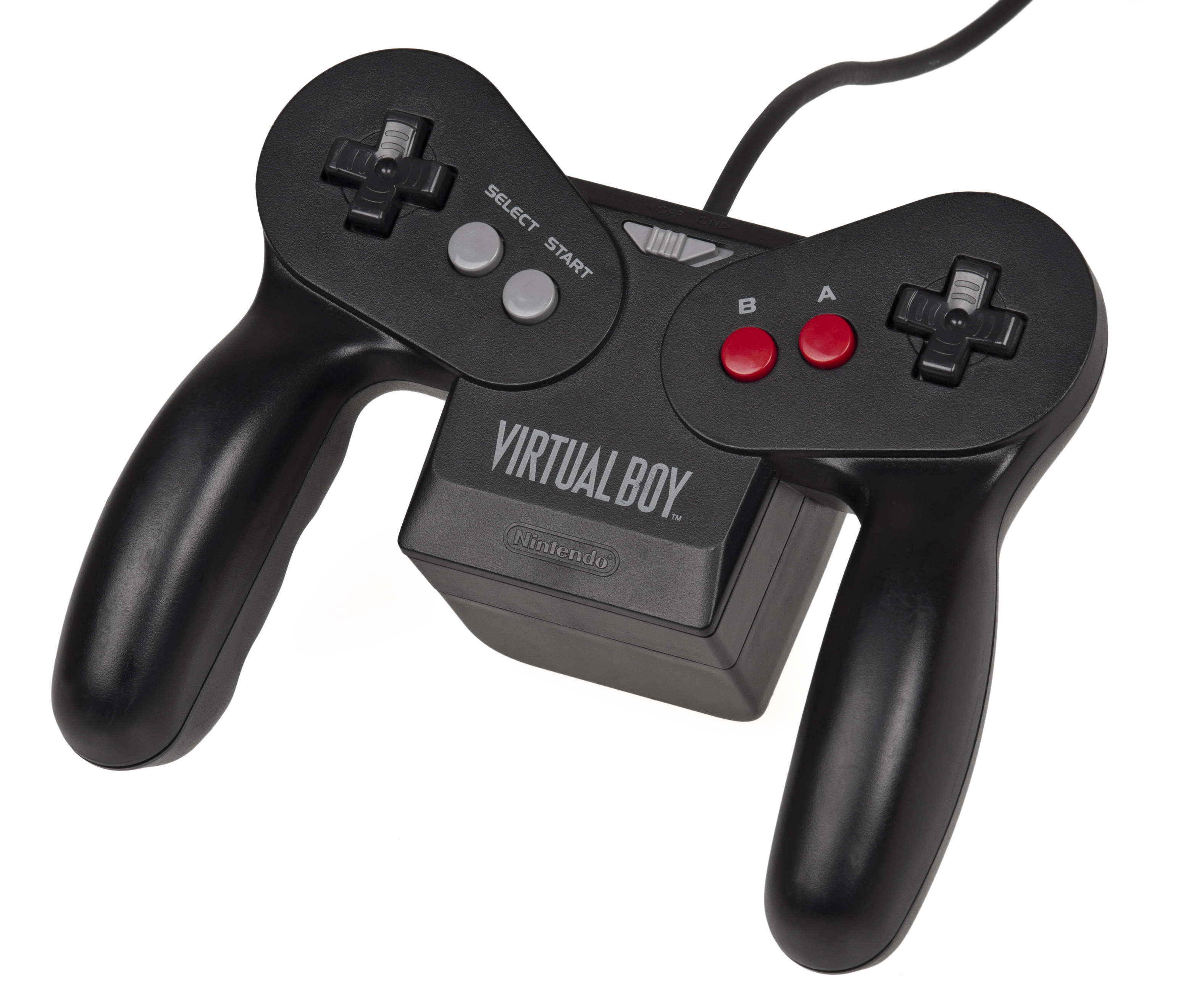
El control de Virtual Boy

El Virtual Boy estaba destinado a ser usado sentado en una mesa, aunque Nintendo dijo que lanzaría un arnés para que los jugadores lo usen mientras están de pie.
El gran énfasis del Virtual Boy en el movimiento tridimensional requiere que el controlador opere a lo largo de un eje Z. Su controlador es un intento de implementar D-pads digitales duales para controlar elementos en el entorno 3D. El controlador tiene la forma de una "M", como un control de Nintendo 64. El jugador se agarra a ambos lados del controlador, que tiene una fuente de alimentación extensible única que se desliza hacia la parte posterior y alberga las seis pilas AA del sistema. Las pilas se pueden sustituir por un adaptador de pared, a través de un accesorio "deslizante" para una energía constante.
En los juegos bidimensionales más tradicionales, las dos almohadillas direccionales son intercambiables. Para otros con un entorno más 3D, como Red Alarm, 3D Tetris o Teleroboxer, cada pad controla una función diferente. La simetría del controlador también permite a los jugadores zurdos invertir los controles, al igual que el Atari Lynx.

### Conectividad
Durante el desarrollo, Nintendo prometió la capacidad de vincular sistemas para un juego competitivo. Nintendo estaba trabajando en un cable de enlace Virtual Boy hasta el tercer trimestre de 1996. El puerto EXT (extensión) del sistema, ubicado en la parte inferior del sistema debajo del puerto del controlador, nunca fue oficialmente compatible ya que nunca se publicaron juegos multijugador "oficiales". Aunque Waterworld y Faceball estaban destinados a utilizar el puerto EXT para el juego multijugador, las funciones multijugador del primero se eliminaron y el último juego se canceló. Posteriormente se fabricó un cable de enlace de reproducción.

## Juegos
Nintendo inicialmente mostró tres juegos para Virtual Boy. Planeó tres juegos de lanzamiento y dos o tres por mes a partir de entonces. Dada la corta vida útil del sistema, solo se lanzaron 22 juegos. De ellos, 19 juegos se lanzaron en el mercado japonés y 14 en América del Norte. El soporte de terceros era extremadamente limitado en comparación con las plataformas anteriores de Nintendo. Según Gunpei Yokoi, el presidente de Nintendo, Hiroshi Yamauchi, había dictado que solo a unos pocos desarrolladores externos selectos se les mostrara el hardware Virtual Boy antes de su presentación formal, para limitar el riesgo de que apareciera software de mala calidad en el sistema.
Cuando se le preguntó si los juegos de Virtual Boy iban a estar disponibles para descargar en la Consola Virtual para Nintendo 3DS, el presidente de Nintendo of America, Reggie Fils-Aime, dijo que no podía responder, ya que no estaba familiarizado con la plataforma. Señaló que, dada su falta de familiaridad, le costaría mucho defender la inclusión de los juegos en la consola virtual.
La comunidad de aficionados de Planet Virtual Boy ha desarrollado el software Virtual Boy. Se lanzaron dos juegos inéditos, Bound High y Niko-Chan Battle (la versión japonesa de Faceball).
Listado de los 22 juegos que salieron al mercado;
- 3D TETRIS
- Galactic Pinball
- GOLF
- Insmouse no Yakata
- Jack Bros
- Mario Clash
- Mario's Tennis
- Nester's Funky Bowling
- Panic Bomber
- Red Alarm
- SD Gundam: Dimension War
- Space Invasders: Virtual Collection
- Space Squash
- Teleroboxer
- V-Tetris
- Vertical Force
- Virtual Bowling
- Virtual Boy Wario Land
- Virtual Fishing
- Virtual Lab
- Virtual League Baseball
- Waterworld

| Titulo                            | Genero                     | Desarrollador       | Publicista                     | Fecha de salida | Fecha de salida |
| Titulo                            | Genero                     | Desarrollador       | Publicista                     | Japon           | Norteamérica    |
| --------------------------------- | -------------------------- | ------------------- | ------------------------------ | --------------- | --------------- |
| 3D Tetris                         | Puzzle                     | T&E Soft            | Nintendo                       |                 |                 |
| Galactic Pinball                  | Pinball                    | Intelligent Systems | Nintendo                       |                 |                 |
| Golf                              | Sports                     | T&E Soft            | T&E Soft (JP) Nintendo (NA)    |                 |                 |
| Innsmouth no Yakata               | First-person horror        | Be Top              | I'MAX                          |                 |                 |
| Jack Bros.                        | Action                     | Atlus               | Atlus                          |                 |                 |
| Mario Clash                       | Action                     | Nintendo R&D1       | Nintendo                       |                 |                 |
| Mario's Tennis                    | Sports                     | Nintendo R&D1       | Nintendo                       |                 |                 |
| Nester's Funky Bowling            | Sports                     | Saffire             | Nintendo                       |                 |                 |
| Panic Bomber                      | Puzzle                     | Hudson Soft         | Hudson Soft (JP) Nintendo (NA) |                 |                 |
| Red Alarm                         | Shoot 'em up               | T&E Soft            | T&E Soft (JP) Nintendo (NA)    |                 |                 |
| SD Gundam Dimension War           | Tactical role-playing game | Locomotive          | Bandai                         |                 |                 |
| Space Invaders Virtual Collection | Shoot 'em up               | Taito               | Taito                          |                 |                 |
| Space Squash                      | Sports                     | Tomcat System       | Coconuts Japan Entertainment   |                 |                 |
| Teleroboxer                       | Fighting                   | Nintendo R&D1       | Nintendo                       |                 |                 |
| V-Tetris                          | Puzzle                     | Locomotive          | Bullet-Proof Software          |                 |                 |
| Vertical Force                    | Shoot 'em up               | Hudson Soft         | Hudson Soft (JP) Nintendo (NA) |                 |                 |
| Virtual Bowling                   | Sports                     | Athena              | Athena                         |                 |                 |
| Virtual Boy Wario Land            | Platform                   | Nintendo R&D1       | Nintendo                       |                 |                 |
| Virtual Fishing                   | Fishing                    | Locomotive          | Pack-In-Video                  |                 |                 |
| Virtual Lab                       | Puzzle                     | Nacoty              | J-Wing                         |                 |                 |
| Virtual League Baseball           | Sports                     | Kemco               | Kemco                          |                 |                 |
| Waterworld                        | Shoot 'em up               | Ocean of America    | Ocean of America               |                 |                 |

## Recepción

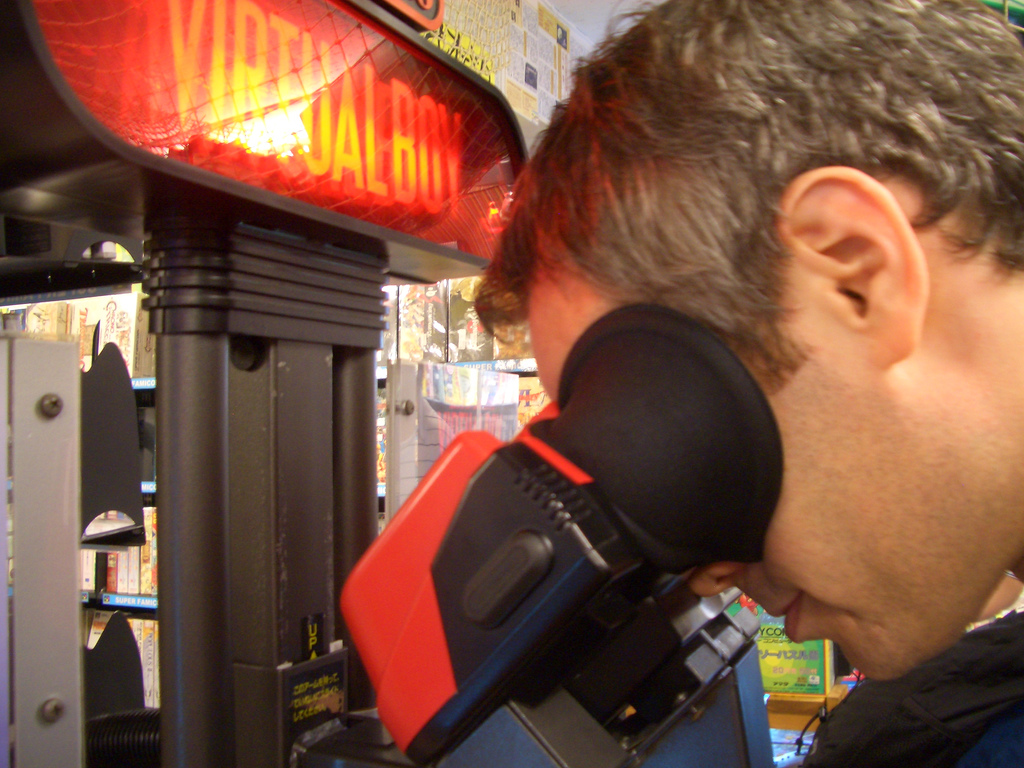
Persona usando el ocular Virtual Boy

Virtual Boy ha cosechado críticas negativas de los críticos por haber sido un fracaso comercial. Falló por varias razones, entre ellas "su alto precio, la incomodidad causada por el juego [...] y lo que se consideró en general como una campaña de marketing mal manejada".
Los jugadores que vieron una vista previa del sistema en la feria comercial Shoshinkai en 1994 se quejaron de que la demostración de Mario no era lo suficientemente realista, no estaba a todo color y no seguía el movimiento de la imagen cuando los jugadores volvían la cabeza. En el editorial principal de Electronic Gaming Monthly después del programa, Ed Semrad predijo que Virtual Boy tendría pocas ventas de lanzamiento debido a la pantalla monocromática, la falta de verdadera portabilidad, la línea poco impresionante de juegos que se vieron en el show de Shoshinkai y el precio, que argumentó que era lo más bajo posible dado el hardware, pero aun así era demasiado caro para la experiencia que ofrecía el sistema. Los editores de Next Generation también dudaban de las perspectivas de Virtual Boy cuando dejaron el programa y concluyeron su artículo sobre el sistema comentando: "¿Pero quién lo comprará? No es portátil, es incómodo de usar, es 100% antisocial (a diferencia del modo multijugador). Juegos SNES/Genesis), es demasiado caro y, lo que es más importante, el 'VR' (es decir, el efecto 3D) no aporta nada al juego: es solo una novedad".
Después de su lanzamiento, las revisiones de Virtual Boy tendieron a elogiar su novedad, pero cuestionaron su propósito final y su viabilidad a largo plazo. Los Angeles Times describió el juego como "a la vez familiar y extraño". La columna elogió la calidad del movimiento y los gráficos envolventes, pero consideró que el hardware en sí mismo era tedioso de usar y no portátil. Una columna posterior del mismo crítico encontró que el sistema era algo asocial, aunque ofrecía esperanzas para el futuro de la consola. Al revisar el sistema poco después de su lanzamiento en Norteamérica, Next Generation dijo: "Inusual e innovador, Virtual Boy puede verse como una apuesta de la misma manera que lo fue Game Boy, pero es mucho más difícil ver que VB tenga éxito en mismo alcance de conquista mundial que lo hizo Game Boy". Explicaron que si bien la pantalla nítida y el efecto 3D único son impresionantes, aspectos como la pantalla monocromática y el daño potencial a la visión de los jugadores jóvenes limitan severamente el atractivo del sistema. Agregaron que la biblioteca de software era decente, pero no pudo capitalizar las franquicias más vendidas de Nintendo (los juegos de Zelda y Metroid estaban ausentes, y los juegos de Mario no tenían el mismo estilo que las entregas más exitosas de la serie) y carecía de un vendedor de sistemas para compararlo con el Tetris de Game Boy.
Aunque Nintendo había prometido una experiencia de realidad virtual, la pantalla monocromática limita el potencial de inmersión del Virtual Boy. Los revisores a menudo consideraban que las características tridimensionales eran un artilugio, agregado a juegos que eran esencialmente de 2 o incluso 1 dimensión. The Washington Post dijo que incluso cuando un juego da la impresión de tridimensionalidad, sufre de "gráficos vectoriales huecos". Yokoi, el inventor del sistema, dijo que el sistema funcionó mejor con juegos de acción y rompecabezas, aunque ese tipo de juegos proporcionaba solo una inmersión mínima. Múltiples críticos lamentaron la ausencia de seguimiento de cabeza en el hardware Virtual Boy. Los críticos descubrieron que, como resultado, los jugadores no podían sumergirse en los mundos de los juegos de Virtual Boy. En cambio, interactuaron simplemente a través de un controlador, como en cualquier juego tradicional de 2 dimensiones. Boyer dijo que la consola "lucha por fusionar las dos formas de medios distintas de las consolas domésticas y los dispositivos de realidad virtual". Aunque el dispositivo emplea algunas técnicas básicas de realidad virtual, lo hace como la consola doméstica tradicional sin retroalimentación corporal incorporada en la jugabilidad.
Muchos críticos se quejaron de síntomas fisiológicos dolorosos y frustrantes al jugar al Virtual Boy. Bill Frischling, que escribe para The Washington Post, experimentó "mareos, náuseas y dolores de cabeza". Los revisores atribuyeron los problemas tanto a la pantalla monocromática como a la ergonomía incómoda. Varios científicos prominentes concluyeron que los efectos secundarios a largo plazo podrían ser más graves, y los artículos publicados en revistas como Electronic Engineering Times y CMP Media de TechWeb especularon que el uso de auriculares inmersivos como Virtual Boy podría causar enfermedades, flashbacks e incluso daño cerebral permanente. Nintendo, en los años posteriores a la desaparición de Virtual Boy, ha sido franca sobre su fracaso. Howard Lincoln, presidente de Nintendo of America, dijo rotundamente que el Virtual Boy "simplemente falló".

## Legado
Según Game Over, Nintendo culpó directamente a su creador, Gunpei Yokoi, de los fallos de la máquina. Los miembros de la prensa de los videojuegos dijeron que el fracaso comercial del Virtual Boy fue un factor que contribuyó a la salida de Yokoi de Nintendo, aunque había planeado retirarse años antes y terminó otro proyecto más exitoso para la compañía, Game Boy Pocket que fue puesto en libertad poco antes de su partida. Según su colega de Nintendo y Koto, Yoshihiro Taki, Yokoi originalmente había decidido retirarse a los 50 años para hacer lo que quisiera, pero simplemente lo había retrasado. Nintendo sostuvo que la salida de Yokoi fue "absolutamente coincidente" con el desempeño del mercado de cualquier hardware de Nintendo. The New York Times sostuvo que Yokoi mantuvo una estrecha relación con Nintendo. Después de dejar Nintendo, Yokoi fundó su propia empresa, Koto, y colaboró con Bandai para crear WonderSwan, un sistema portátil que compite con Game Boy.
El fracaso comercial de Virtual Boy supuestamente hizo poco para alterar el enfoque de desarrollo de Nintendo y su enfoque en la innovación. Si bien se dice que la propia consola ha fallado en muchos aspectos, su enfoque en los periféricos y la tecnología háptica resurgió en años posteriores. El inventor original, Reflection Technology, Inc., fue "devastado" financieramente por el desempeño del Virtual Boy, con operaciones menguantes en 1997.
Con el lanzamiento de la consola Nintendo 3DS en 2011, Nintendo lanzó una consola de juegos portátil con imágenes autoestereoscópicas "3D"; lo que significa que la consola produce los efectos de profundidad deseados sin gafas especiales y es portátil. En el período previo al lanzamiento de la Nintendo 3DS, Shigeru Miyamoto discutió su opinión sobre los problemas con Virtual Boy. Uno fue el uso real de los efectos tridimensionales; Si bien fue diseñado para renderizar gráficos de estructura alámbrica, los efectos se usan generalmente para separar juegos bidimensionales en diferentes planos separados por profundidad. Además, Miyamoto declaró que los gráficos no son tan atractivos y, mientras desarrollaba la Nintendo 64, había descartado el uso de gráficos de estructura metálica por ser demasiado escasos para dibujar personajes de jugadores. Finalmente, afirmó que percibía al Virtual Boy como una novedad que no debería haber utilizado la licencia de Nintendo de manera tan prominente.
En febrero de 2016, Tatsumi Kimishima declaró que Nintendo estaba "investigando" la realidad virtual, pero también explicó que les tomaría más tiempo y esfuerzo evaluar la tecnología, y en una entrevista de febrero de 2017 con Nikkei, afirmó que en la empresa estaba "estudiando" la realidad virtual y la agregaría a la Nintendo Switch una vez que se averiguara cómo los usuarios pueden jugar durante largos períodos sin ningún problema. Nintendo presentó un accesorio de realidad virtual para Switch como parte de Labo, una línea de juguetes de cartón ensamblados por jugadores que aprovechan el hardware de la consola y los controladores Joy-Con. En este caso, la consola se utiliza como pantalla para los auriculares, de manera similar a los visores de realidad virtual para teléfonos inteligentes como Google Cardboard.
La emulación de Virtual Boy para aficionados se ha adaptado a otras pantallas: gafas estereoscópicas modernas como Google Cardboard y Samsung Gear VR en 2016 y Oculus Rift en 2018, y a televisores NTSC más antiguos en 2020.
Nintendo ha hecho referencia al Virtual Boy en otros juegos, como Tomodachi Life, donde un avance del juego de simulación de vida incluía una escena de varios personajes Mii adorando la consola. En Luigi's Mansion 3, Luigi usa un dispositivo del Profesor E. Gadd conocido como "Virtual Boo" para acceder a mapas y otra información en el juego (sucediendo el uso de dispositivos que hacen referencia a Game Boy Color y la primera generación de Nintendo DS en entregas anteriores). Esta interfaz se presenta en el esquema de color rojo y negro de la consola, mientras que E. Gadd se muestra optimista de que el dispositivo "volaría de los estantes".

## Otras lecturas
- Yokoi, Gunpei; Makino, Takefumi (May 1997). Yokoi Gunpei Game House (横井軍平ゲーム館 'Yokoi Gunpei Gēmu-kan'?). ASCII. ISBN 978-4-89366-696-3.